# Der Bulle von Tölz: Tod eines Strohmanns
Tod eines Strohmanns ist ein deutscher Fernsehfilm von Wigbert Wicker aus dem Jahr 1998 nach einem Drehbuch von Franz Xaver Sengmüller. Es ist die 15. Folge der Krimiserie Der Bulle von Tölz mit Ottfried Fischer als Hauptdarsteller in der Rolle des Hauptkommissars Benno Berghammer. Die Erstausstrahlung erfolgte am 19. April 1998 auf Sat.1.

## Handlung
Bei einer Trachtenmodenschau im Schwimmbad eines Hotels beobachtet Resi Berghammer, wie der Immobilienmakler Raimund Wendl schwankend ins Becken fällt – für ihn kommt jede Hilfe zu spät, er hat eine Stichwunde im Rücken, doch für die Tat selbst gibt es keine Zeugen. Am Tatort wird das Futteral eines Hirschfängers gefunden und im Taschenkalender des Opfers stehen Großbuchstaben mit Uhrzeiten. Wie sich später herausstellt, handelt es sich um die Anfangsbuchstaben der Namen von Frauen, mit denen Wendl ein Verhältnis hatte. Zu seinen Liebschaften zählte u. a. Elfriede Wallner, die Ehefrau von Landrat Siegfried Wallner, Katja Flemisch, die Verlobte des Bauunternehmers Anton Rambold und Margit Wohlschlager, die Ehefrau des Notars Dr. Rudolf 'Rudi' Wohlschlager. Auch Denise Wohlschlager, die minderjährige Tochter der Eheleute, hatte mit Wendl eine Liebesbeziehung. Zunächst geraten also Landrat Wallner, Bauunternehmer Rambold und Notar Wohlschlager unter Verdacht. Das stärkste Motiv scheint letzterer zu haben, doch ihm war aus geschäftlichen Gründen ein lebender Wendl nützlicher als ein toter.
Der Immobilienmakler Vitus Sagstetter ist im Gespräch mit Kommissar Benno Berghammer ebenfalls nicht wirklich gut auf seinen ehemaligen Geschäftspartner Raimund Wendl zu sprechen. Aus seiner Sicht war Wendl weder ein guter Makler noch ein guter Geschäftspartner, vielmehr sei sein einziger Trumpf – gerade auch im Immobiliengeschäft – seine besondere Wirkung auf Frauen gewesen. Sagstetter war deswegen nicht traurig, als Wendl sich selbstständig machte.
Berghammer, der sich in Wendls Sekretärin Brigitte Neuhierl verliebt, folgt mit Kollegin Sabrina Lorenz und seiner neuen Bekanntschaft einer Einladung des Baulöwen Rambold zu einer Party. Von ihm erfährt Berghammer, dass Wendl als Strohmann für Rambold fungiert hat, um die Grundstücke für das Projekt Sonnleiten günstiger zu bekommen.
Vitus Sagstetter sagt gegenüber Kommissarin Lorenz zu seinem Verhältnis mit Brigitte Neuhierl aus, sie sei seine Tanzpartnerin im Trachtenverein und dann auch seine Sekretärin gewesen, bis sie von Wendl abgeworben worden sei. Wenn es nach ihm gegangen wäre, wären sie längst verheiratet. Da Sagstetter einen Hirschfänger besitzt, nimmt Lorenz das Messer mit, um es kriminaltechnisch untersuchen zu lassen; das Futteral ist allerdings nicht auffindbar. Als sich herausstellt, dass es sich bei Sagstetters Hirschfänger um die Tatwaffe handelt, wird der Makler festgenommen. Er bestreitet die Tat vehement und vermutet, jemand habe den Hirschfänger entwendet und nach der Tat zurückgelegt – sein Elternhaus, in dem nur Sagstetter selbst und seine betagte, schwerhörige Mutter leben, ist wie die meisten alten Bauernhäuser auf dem Land tagsüber für gewöhnlich nicht abgesperrt. Theoretisch hätte also fast jeder den Hirschfänger aus dem Haus nehmen und später wieder zurückbringen können.
Kommissar Berghammer fällt plötzlich siedend heiß ein, dass die einzige Person, die Sagstetter lange genug kennt, um zu wissen, dass er einen Hirschfänger in seiner Komode hat, ausgerechnet Brigitte Neuhierl ist. Er findet sie bewusstlos in ihrer Wohnung und ruft einen Notarzt. Im Krankenhaus kann ihr Leben gerettet werden. In ihrem Abschiedsbrief legt sie ein umfassendes Geständnis ab. Unter anderem schreibt sie, Treue sei für Raimund Wendl ein Fremdwort gewesen; das Leben mit ihm sei für sie die Hölle gewesen; ihre Verzweiflung habe ihn höchstens amüsiert, aber sie habe sich nicht von ihm trennen können. Sie habe lange auf eine Gelegenheit warten müssen, um ihn zu zerstören, sonst hätte er sie zerstört.

## Hintergrund
Die Dreharbeiten erfolgten in Bad Tölz und Spitzingsee; als Schauplatz für die „Pension Resi“ diente das Hollerhaus Irschenhausen.
In einer Gastrolle ist Katharina Abt als Brigitte Neuhierl zu sehen, bevor sie ab 2006 in der Rolle der Kommissarin Nadine Richter zu sehen ist.
In dieser Folge hat der damals noch aktive Fußballspieler Thomas Helmer einen Gastauftritt als sich selbst.

## Kritik
Die Programmzeitschrift TV Spielfilm schreibt: „Der knifflige Fall ist eine Mordsgaudi.“